# Diablo Immortal
Diablo Immortal es un videojuego de rol de acción multijugador masivo en línea gratuito desarrollado por Blizzard Entertainment y NetEase. Una entrega de la serie Diablo, que se sitúa entre los eventos de Diablo II y Diablo III. Los jugadores eligen y controlan una clase de personaje (bárbaro, mago, monje, nigromante, cazador de demonios y cruzado) que deben localizar y destruir fragmentos ocultos de Worldstone para evitar que el Señor de la Condenación, Skarn, destruya el mundo.
El desarrollo de Diablo Immortal comenzó con el objetivo de crear un juego de Diablo para aquellos que jugaban predominantemente en dispositivos móviles. El juego incorpora un modelo de negocio que permite a los jugadores desbloquear contenido a través de microtransacciones, aunque todo el contenido también se puede obtener a través del tiempo de juego. El anuncio de Diablo Immortal en la BlizzCon de 2018 recibió una respuesta en gran medida negativa por parte de los aficionados de Diablo, que habían anticipado una entrega diseñada para PC.
Diablo Immortal se lanzó en Android e iOS el 2 de junio de 2022, con una versión beta para Windows en la misma fecha. El juego recibió críticas mixtas, con elogios por su combate, gráficos y la adaptación de Diablo a dispositivos móviles, mientras que las críticas se dirigieron a la trama, la actuación de voz y el enfoque del juego en las microtransacciones. Se convirtió en el juego con la calificación de usuario más baja en Metacritic en respuesta a las microtransacciones y al sistema de progresión.

## Jugabilidad
Diablo Immortal es un videojuego de acción multijugador masivo en línea de la serie Diablo diseñado para jugar en dispositivos móviles. La historia y ambientación de Immortal se establece entre los eventos de Diablo 2 y Diablo 3, y toma prestada la apariencia de este último.
El juego está diseñado para una pantalla táctil, con controles virtuales que se superponen a la pantalla: una barra de control direccional y botones de habilidad. El jugador puede apuntar la habilidad manteniendo presionado su botón. Cada una de las seis clases de personajes: Bárbaro, Guerrero Divino (en España: Cruzado), Cazador de Demonios, Monje, Nigromante y Arcanisto (en España: Mago), tienen cuatro habilidades, que difieren entre las clases de los personajes. Por ejemplo, las habilidades de clase del bárbaro incluyen un martillo de golpe y poder convertirse en un torbellino. El Mago lanza un rayo de electricidad que se devuelve a su fuente, causando daño dos veces. Las habilidades generalmente apuntan hacia el enemigo más cercano. Blizzard planea que cada clase tenga 12 habilidades desbloqueables, de las cuales el jugador elige cinco para usarlas simultáneamente.
Los enemigos derrotados sueltan elementos ("botín") que pueden equiparse a través de un botón emergente. Los jugadores pueden unirse y abandonar grupos que juegan a través de "eventos dinámicos". A diferencia de otros juegos de la serie Diablo, en la vista previa de Immortal, el recurso del maná se elimina y los elementos recién equipados no cambian la apariencia visual del personaje del jugador.

## Desarrollo
Immortal está desarrollado conjuntamente por las empresas Blizzard y NetEase. El último desarrollador había sido socio de Blizzard para sus lanzamientos en el mercado chino. Blizzard pretendía llevar la experiencia central de Diablo a la plataforma de teléfonos inteligentes. Como resultado, sus interfaces reflejan elecciones que harían que esa experiencia se ajustara mejor al medio. Al diseñar para una audiencia de videojuegos de teléfonos inteligentes, Immortal se diseñó para llegar a las regiones demográficas y geográficas que utilizan los teléfonos móviles como su plataforma de juegos principal y, de lo contrario, no podría interactuar con Diablo en otras plataformas de juegos.
El juego está previsto para su lanzamiento en las plataformas Android e iOS. No hay fecha de lanzamiento establecida. Los jugadores pueden preinscribirse en el sitio web del videojuego para ingresar y probar la versión beta. Blizzard también anunció planes para mantener la experiencia de Immortal después de su lanzamiento inicial con la adición regular de historias y personajes. El juego fue anunciado en la ceremonia de apertura de la BlizzCon en noviembre del año 2018.

## Recepción

### Prelanzamiento
La respuesta del anuncio fue en gran parte negativa. Mientras que las audiencias de los videojuegos tradicionales a menudo expresan su escepticismo hacia las versiones móviles diluidas de una franquicia apreciada, el descontento de la comunidad de Diablo se vio agravado por su anticipación a un anuncio más amplio. Expresaron su descontento a través de los canales en línea, comparando a Immortal con un reskin de uno de los juegos anteriores de NetEase, Crusaders of Light. Blizzard respondió que Immortal no es más que un videojuego de la serie Diablo que mantiene un desarrollo activo, y señaló la experiencia de desarrollo multiplataforma de la compañía y el éxito de la versión móvil de Hearthstone como evidencia de la capacidad de Blizzard para superar la incertidumbre y hacer lo correcto por su audiencia principal. Blizzard también desmintió el rumor que informaba que habían omitido el anuncio de una secuela principal de Diablo debido a la respuesta negativa en immortal; Blizzard declaró que "no hicimos ningún anuncio en la BlizzCon de este año ni tenemos planes para otros anuncios. Nuestros diversos equipos están trabajando en múltiples proyectos de Diablo sin anunciar, y esperamos anunciarlos cuándo sea el momento adecuado".
Las vistas previas de la demostración del juego aprobaron los controles del juego, su interfaz fue probada por videojuegos anteriores de NetEase, aunque el revisor de Polygon observó dificultades en los controles de precisión. Las habilidades bloqueadas hacen que algunas clases de personajes sean menos agradables al jugar, ya que los contadores de tiempo de reutilización de la habilidad del Mago hacen que la clase sea menos efectiva en grupos.
Los testeadores de la versión parcial del programa sintieron que Immortal capturó la apariencia de la serie, aunque omitió algunos de sus principios fundamentales, o como Polygon lo expresó, el "alma" de Diablo. Mientras que el videojuego móvil capturó la experiencia básica de Diablo, los testeadores cuestionaron si la nueva entrega contiene suficiente contenido nuevo como para mantenerse fresca.
Los aficionados mostraron descontento hacia Blizzard debido a que los desarrolladores de Diablo Inmmortal afirmaron que el título sería exclusivo para dispositivos móviles (Android e iOS) y que no tenían planes para desarrollar una versión para PC.

### Post-lanzamiento
Las versiones para iOS y PC de Immortal recibieron "críticas mixtas o promedio" según el agregador de reseñas Metacritic.
Las áreas comunes de elogio incluyeron el combate "divertido" y "satisfactorio" del juego, gráficos, interfaz de usuario, controles táctiles, y la presentación general; mientras que las áreas de crítica incluyeron la trama, el sistema de nivelación (citando la necesidad de grind, particularmente para los jugadores gratis), y actuación de voz.
Durante su revisión, Cam Shea de IGN dijo que el juego "se siente genial para jugar y, en su mayor parte, también se ve bastante bien", reiteró que es un "gran admirador" de los controles táctiles del juego, al tiempo que elogia el sistema de inventario optimizado del juego en comparación con sus predecesores. También apoyó la afirmación de Blizzard de que el juego no requería compras en el juego para disfrutarlo, y escribió: "Ni una sola vez, en más de 20 horas, me encontré con ningún tipo de obstáculo inesperado en el que sintiera que se esperaba que hiciera una compra a más empujar fácilmente".
Sin embargo, otras publicaciones expresaron un mayor nivel de preocupación con los métodos de monetización del juego. Igor Bonifacic de Engadget describió a Immortal como "el mejor y más inquietante juego de Blizzard en años" y "una secuela más apropiada" para sus predecesores que Diablo 3, pero también señaló que "los jugadores dispuestos a gastar cantidades casi infinitas de dinero en el juego serán los más poderosos", en contraste con el "espíritu de la franquicia." De manera similar, Maddy Myers de Polygon pensó que Diablo Immortal demostró que "Diablo fue creado para ser un juego móvil, pero señaló cómo las microtransacciones funcionan "demasiado bien" con la fórmula de la serie, y escribió "[ellos] no solo se sienten depredadores y manipuladores ; se sienten como el ingrediente final que permite que una serie ya adictiva alcance su verdadera forma". Tyler Colp de PC Gamer dijo que con respecto a las microtransacciones del juego, "las señales de alerta son grandes con esta". Varios otros expresaron sentimientos encontrados o inciertos con respecto al modelo comercial del juego (especialmente en comparación con otros títulos móviles gratuitos) en el momento de escribir este artículo.
Dentro de la primera semana de lanzamiento, Blizzard anunció que Diablo Immortal tuvo el mayor lanzamiento en la historia de la franquicia Diablo, habiendo alcanzado más de diez millones de descargas. Según el servicio de seguimiento de datos de AppMagic, Immortal generó más de US$790 000 en sus primeras 24 horas y US$14,5 millones en su primera semana.

#### Respuesta del público
El puntaje de revisión de usuario de Metacritic para la versión para PC alcanzó 0.2/10, lo que lo convierte en la calificación de usuario más baja del sitio para un juego. Las críticas se dirigieron al uso de microtransacciones, y los jugadores notaron que se volvió cada vez más difícil avanzar en las últimas etapas del juego sin pagar dinero del mundo real, y lo acusaron de ser "pay-to-win".
En los días posteriores al lanzamiento de Immortal, las publicaciones informaron sobre los cálculos realizados por el YouTuber Bellular News de que se necesitarían aproximadamente $ 110,000 de dinero del mundo real para actualizar completamente un personaje. Los costos requeridos se atribuyeron principalmente a que las gemas legendarias de más alto nivel del juego no podían ser ganadas por los jugadores gratuitos, mientras que Eurogamer señaló que el proceso pago para obtenerlas era "aleatorio y, a menudo, extremadamente raro". GameRant, mientras tanto, documentó que un realizador de directos de Twitch, en un intento por averiguar la cantidad de dinero requerida para gastar en la práctica, gastó casi 4000 dólares neozelandeses en el juego sin recibir ninguna gema legendaria de alto nivel. Más tarde, GameRant informó que el realizador de directos gastó casi 21 000 dólares neozelandeses y aún no ha recibido una gema de alto nivel. Video Games Chronicle informó sobre la experiencia del YouTuber Raxxanterax, quien notó que había perdido fácilmente ante un jugador "ballena".